# Mormonia dilecta
Mormonia dilecta är en fjärilsart som beskrevs av Jacob Hübner 1808. Mormonia dilecta ingår i släktet Mormonia och familjen nattflyn. Inga underarter finns listade i Catalogue of Life.